# Булиг, Рихард
Рихард Мориц Булиг (нем. Richard Moritz Buhlig; 21 декабря 1880, Чикаго — 30 января 1952, Лос-Анджелес) — американский пианист.
Родился в семье иммигрантов из Саксонии. Учился в своём родном городе у Вильгельма Миддельшульте и Августа Хюллестеда, затем в 1897—1900 гг. в Вене у Теодора Лешетицкого. В 1901—1906 гг. гастролировал по разным странам Европы, в 1906—1916 гг. работал в Берлине, в том числе как педагог (здесь у него учились юная Грете Султан и сестра Георга Тракля Грета). Вернувшись в США, в 1918—1920 гг. преподавал в Институте музыкального искусства, частным образом был также учителем Генри Кауэлла. В начале 1920-х гг. снова в Германии (в 1923 г. содействовал первой гастрольной поездке Кауэлла), был близок к Ферруччо Бузони, который посвятил ему краткую версию своей Контрапунктической фантазии (полная версия посвящена его учителю Миддельшульте). Снова оказавшись в США, пропагандировал там новейшую европейскую музыку. В начале 1930-х гг. стал первым профессиональным наставником Джона Кейджа. В 1934—1935 гг. записал вместе с Уэсли Кунле собственное переложение «Искусства фуги» Иоганна Себастьяна Баха для двух фортепиано.